# Laura Grau
Laura Grau   (Blanes, 1995) és una comunicadora i creadora de contingut digital catalana.

## Trajectòria
És redactora i locutora en el programa de ràdio Que no surti d'aquí, de Catalunya Ràdio, juntament amb en Roger Carandell, la Marta Muntaner i la Juliana Canet. També és cocreadora del pòdcast Grau x Grau, amb la seva mare, Jenny.
Va ser part de Canal Malaia i una de les presentadores del programa de RAC105 Matina Codina. També ha estat col·laboradora de l'Estiu de Gràcia de Catalunya Ràdio i Els experts d'iCat i ha participat en diferents programes de televisió.
També ha estat cap dins el moviment escolta, tema que tracta en alguns dels seus vídeos. En els seus vídeos sol compaginar continguts més lleugers com els programes de telerealitat o el safareig sobre personatges públics catalans amb d'altres de crítica social en qüestions de gènere o drets de la gent jove.
Va participar en el programa Obrim Fil de Televisió Espanyola per parlar sobre les protestes contra l'empresonament de Pablo Hasel, després del qual va denunciar la condescendència amb la qual havia estat tractada per part del presentador Xavier Sardà.
El 2025, va guanyar el premi Sonor al millor podcaster, i va ser finalista dels premis CRIT en la categoria de compromís social.